# Shadowbane
Shadowbane était un jeu de rôle en ligne massivement multijoueur développé par Wolfpack Studios au style gothique et médiéval-fantastique qui est longtemps resté en phase de bêta-test. Lancé en mars 2003, les derniers serveurs furent désactivés le 1er juillet 2009. À partir de mars 2006, l'éditeur du jeu Shadowbane, Ubisoft, avait rendu gratuit ce dernier.
Le 13 avril 2012, la société chinoise Changyou annonce avoir acquis les droits de propriété intellectuelle et le code source de Shadowbane avec l'intention de développer une nouvelle version du jeu qui serait titrée World of Shadowbane.

## Accueil
- Jeux vidéo Magazine : 13/20[2]
- Jeuxvideo.com : 12/20[3]